# Veronica colostylis
Veronica colostylis är en grobladsväxtart som beskrevs av Garn.-jones. Veronica colostylis ingår i släktet veronikor, och familjen grobladsväxter. Inga underarter finns listade i Catalogue of Life.